# Luca Sisera

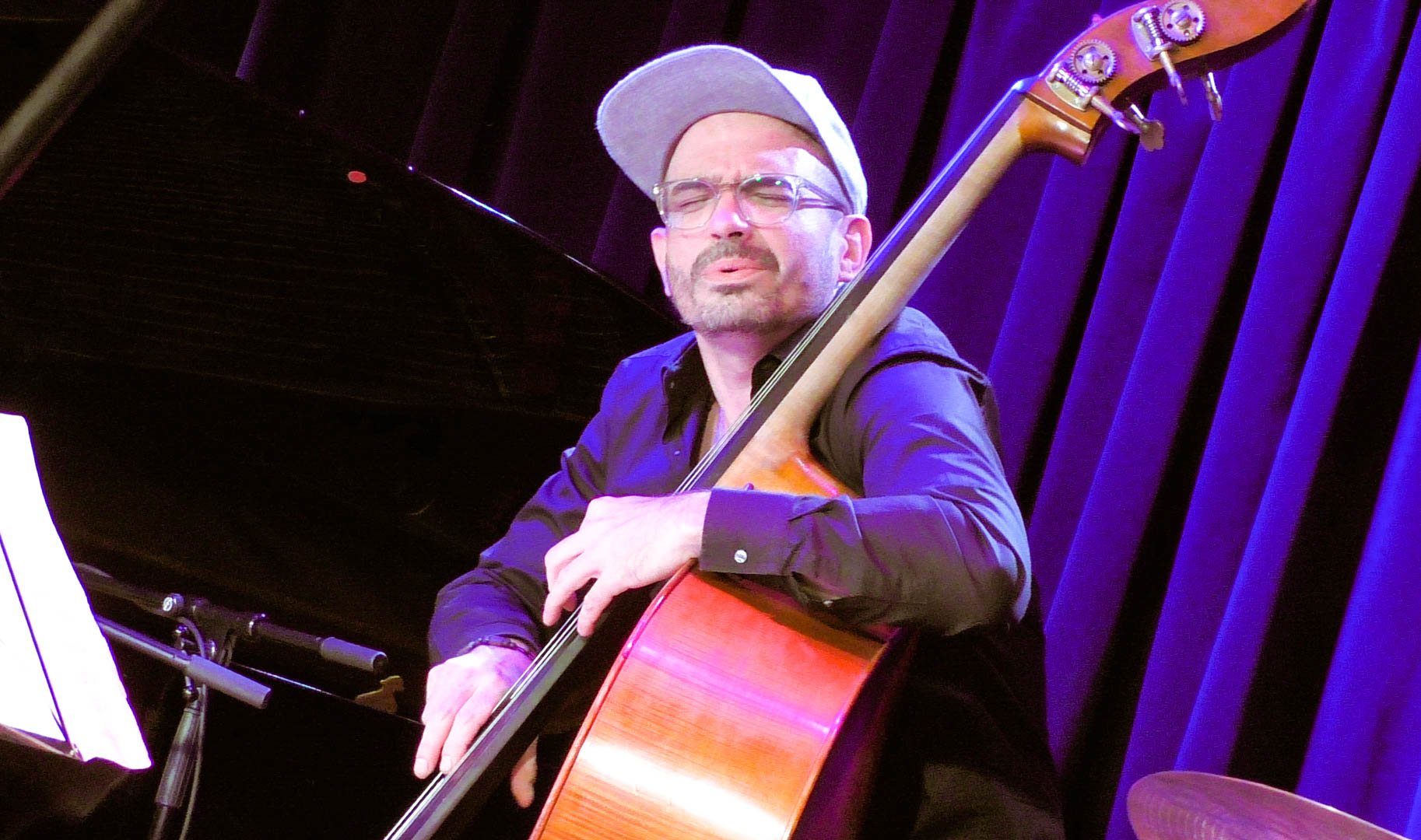
Luca Sisera (2017)

Luca Sisera (* 27. August 1975 in Chur) ist ein Schweizer Jazzmusiker (Kontrabass, Komposition).

## Leben und Wirken
Sisera, dessen Vater aus Italien stammt und Amateurmusiker ist, hatte als Kind Klavierunterricht; er besuchte dann die Musikschule Chur und spielte zunächst E-Bass in Rockbands. Vom Hip-Hop kam er schliesslich zum Jazz und wechselte zum Kontrabass. Er studierte zwischen 1999 und 2004  an der Musikhochschule Luzern E-Bass und Kontrabass (Studiengänge Performance Jazz und Musikpädagogik) bei Heiri Känzig. Sisera arbeitete ab den 2000er-Jahren in der Schweizer Jazzszene u. a. mit Andi Schnoz, Jonas Knecht, Michael Jaeger, Norbert Pfammatter, Dave Gisler, Christoph Baumann, Urs Leimgruber und Marcel Lüscher. In den folgenden Jahren spielte er ausserdem in den Formationen Michael Jaeger Kerouac (mit Michael Jaeger, Vincent Membrez, Norbert Pfammatter), mit H2S2 (mit Alex Hendriksen, Franz Hellmüller, Michael Stulz), Kapelle Kessler (u. a. mit Manuel Mengis, Tobias Schramm, Valentin Kessler), r.i.s.s. (mit Christoph Irniger, Michael Stulz, Stefan Rusconi), Radar Suzuki (mit Hellmüller, Carles Peris, Dario Sisera), Tommy Meier Root Down Orchestra und dem Yves Theiler Trio (Dance in a Triangle, 2016).
Im Duo mit dem Gitarristen Franz Hellmüller nahm Sisera 2005 das  Album Home (Altrisuoni) auf; hieraus entstand ein Trio mit Tony Renold, das drei Alben mit Standards vorlegte.  2013 gründete er seine Gruppe Luca Sisera Roofer, die 2015 das Album Prospect (Leo Records) vorlegte (mit Silvio Cadotsch (Posaune), Michael Jaeger (Reeds), Yves Theiler (Piano), Michi Stulz (Schlagzeug) und als Gast Isa Wiss (Gesang)). Mit dieser Gruppe folgten weitere Alben 2017 und 2019.
Im Bereich des Jazz war er zwischen 2001 und 2017 an 26 Aufnahmesessions beteiligt.
Luca Sisera unterrichtete an der Musikschule Chur; er lebt derzeit in Luzern und Berlin. 2023 übernahm er mit Andreas Waelti die Leitung des Labels Unit Records.

## Auszeichnungen
Im Laufe seiner Karriere erhielt Sisera Anerkennungspreise der Max-Koch-Kulturstiftung und der Casal-Bernhard-Stiftung, des Weiteren den Kulturförderpreis des Kantons Graubünden 2005. 2009 erhielt er ein Stipendium der Stadt Chur für sechsmonatigen Atelieraufenthalt in Kairo. 2012 wurde ihm der Werkbeitrag sowie der Anerkennungspreis der Stadt Chur zugesprochen. 2013 erhielt er den Werkbeitrag des Kantons Graubünden. Im Rahmen der prioritären Jazzförderung von Pro Helvetia wurde er und seine Band Roofer von 2017 bis 2019 unterstützt.

## Diskographische Hinweise
- Hellmüller – Sisera – Renold: Somewhere in May (Altrisuoni, 2007)
- Hellmüller, Sisera, Renold:  9 Views of a Landscape (Neuklang, 2009)
- Michael Jaeger Kerouac feat. Greg Osby & Philipp Schaufelberger: Outdoors (Intakt Records 2010)
- Hellmüller - Sisera - Renold: Roots (2014)
- Radar Suzuki: Mission Rosetta (Unit Records, 2015)
- Luca Sisera Roofer: Prospect (Leo Records, 2015)
- Luca Sisera Roofer Feat. Alexey Kruglov: Moscow Files (Leo Records, 2017), mit Michael Jaeger, Maurus Twerenbold, Yves Theiler, Michi Stulz
- Luca Sisera Roofer: Starlex Complex (nWog Records 2019), mit  Michael Jaeger, Maurus Twerenbold, Yves Theiler, Michi Stulz[7]
- Lotus Crash (ezz-thetics 2019, mit Marco von Orelli, Tommy Meier, Sheldon Suter)